# Resolución 744 del Consejo de Seguridad de las Naciones Unidas
La resolución 744 del Consejo de Seguridad de las Naciones Unidas, adoptada sin votación el 25 de febrero de 1992, después de examinar la solicitud de San Marino para la membresía en las Naciones Unidas, el Consejo recomendó a la Asamblea General que San Marino fuese admitido.